# میگان جت مارتین
میگان جت مارتین (انگلیسی: Meaghan Jette Martin؛ زادهٔ ۱۷ فوریهٔ ۱۹۹۲) یک هنرپیشه، و خواننده اهل ایالات متحده آمریکا است. وی از سال ۲۰۰۶ میلادی تاکنون مشغول فعالیت بوده‌است.